# Каракша
Каракша — село в Яранском районе Кировской области России. Входит в состав Шкаланского сельского поселения.

## География
Село находится в юго-западной части Кировской области, в зоне хвойно-широколиственных лесов, на берегах реки Ошлы, вблизи места впадения в неё реки Каракшинки, на расстоянии приблизительно 28 километров (по прямой) к юго-юго-востоку (SSE) от города Яранска, административного центра района. Абсолютная высота — 125 метров над уровнем моря.
Климат
Климат характеризуется как умеренно континентальный, с умеренно холодной снежной зимой и тёплым летом. Среднегодовая температура — 2 — 2,3 °C. Средняя температура воздуха самого холодного месяца (января) составляет −13,6 °C (абсолютный минимум — −46 °С); самого тёплого месяца (июля) — 18,3 °C (абсолютный максимум — 37 °С). Безморозный период длится в течение 117 дней. Годовое количество атмосферных осадков — 639 мм, из которых 405 мм выпадает в период с апреля по октябрь. Снежный покров держится в течение 162 дней.

## Население
| 2010 |
| ---- |
| 296  |

Половой состав
По данным Всероссийской переписи населения 2010 года в гендерной структуре населения мужчины составляли 46,6 %, женщины — соответственно 53,4 %.
Национальный состав
Согласно результатам переписи 2002 года, в национальной структуре населения русские составляли 68 % из 413 чел.

## Инфраструктура

### Достопримечательности
- Церковь Космы и Дамиана